# آرامگاه سید روح‌الله خمینی
آرامگاه سید روح‌الله خمینی معروف به حرم امام خمینی، مجموعه آرامگاهی است که در کنار آرامستان بهشت زهرا در تهران قرار دارد و محل دفن سید روح الله خمینی، بنیانگذار جمهوری اسلامی و جمعی از اعضای خانواده و نزدیکان او است. کار ساخت آرامگاه و مجموعه‌های پیرامون آن، با محوریت جهاد سازندگی و سپاه پاسداران انقلاب اسلامی پس از دفن سید روح الله خمینی در خرداد ۱۳۶۸ آغاز گردید و همچنان ادامه دارد.
مسئولیت اداره آرامگاه، بر عهده خانواده وی و نوه‌اش سید حسن خمینی است. دویچه‌وله این آرامگاه را گران‌ترین مقبره جهان توصیف کرده است. در کنار آرامگاه، مجموعه‌های گسترده دیگری شامل دانشگاه، موزه و مجموعهٔ شهر آفتاب نیز ساخته شده است.
مراسم تشییع خمینی در کتاب رکوردهای جهانی گینس با حضور بیش از ده میلیون نفر (از جمعیت ۴۰ میلیونی وقت ایران) به عنوان پرجمعیت‌ترین تشییع جنازه تاریخ ثبت شده است و کثرت جمعیت تشییع‌کننده ۸ کشته و ۵۰۰ مجروح بر جای گذاشت.
پس از او پسرش احمد خمینی، همسرش خدیجه ثقفی، دامادش محمود بروجردی و نیز برخی از شخصیت‌های جمهوری اسلامی از جمله اکبر هاشمی رفسنجانی در این مقبره دفن شده‌اند.
مراسم سالگرد درگذشت وی به همراه برخی مناسبت‌های مذهبی و انقلابی با حضور هزاران نفر از داخل و خارج از ایران در این مقبره برگزار می‌شود؛ و زیارت‌نامه وی نیز به زبان عربی در آن قرار داده شده است. تجدید بیعت یا تجدید میثاق (نام رسمی: تجدید بیعت/میثاق با آرمان‌های امام راحل) مراسمی رسمی در ایران است که برای نمایش پایداری در وفاداری به خمینی در آرامگاه او برگزار می‌شود. در ۱۲ خرداد ۱۴۰۱، دوربین‌های مراقبتی این مجموعه مورد حمله سایبری سازمان مجاهدین خلق قرار گرفت و هک شد.

## طرح آرامگاه
بخش اصلی آرامگاه چندین بار تغییر یافته و هنوز طرح اصلی به‌طور کامل راه‌اندازی نشده است. پرویز مویدعهد، معمار بخش‌های اصلی مقبره است.
روزنامه جمهوری اسلامی در سال ۱۳۸۷ به نقل از یکی از سازندگان، فضای سرپوشیده آرامگاه را ۶۰ هزار متر مربع عنوان می‌کند و بخش اصلی آرامگاه را ۱۵هزار متر مربع.
سازهٔ اصلی دارای پایداری در برابر زمین لرزه‌ای به قدرت ۱۰ ریشتر است و به گفته مدیر کل مقبره از برج میلاد نیز مقاوم‌تر است. اسکلت فولادی ساخته شده برای گنبد ۳۴۰ تن وزن دارد و روکش آن هم ۴۰ تا ۵۰ تن وزن خواهد داشت که در مجموع به ۴۰۰ تن می‌رسد.
در اطراف آرامگاه چهار گلدسته به بلندی ۸۶ متر و به نشانه سن وی ساخته شده است. بلندای آرامگاه تا نوک چراغ پرچم، سن درگذشت وی را نشان می‌دهد.
همچنین مجموعاً دارای پنج گنبد است که گنبد اصلی فلزی و چهار گنبد دیگر کاشی‌کاری شده است.
گنبد اصلی در سال ۱۳۸۶ تعویض گردید.
همچنین ۵ ورودی اصلی در صحن‌های شهدا و سید مصطفی خمینی وجود دارد.

## بخش‌های دیگر آرامگاه
- خط یک متروی تهران تا آرامگاه ادامه یافته است.
- موزهٔ مقبره به مساحت ۱۵ هزار متر مربع حاوی آثار مربوط به سید روح‌الله خمینی در حال ساخت است.
- دانشگاه‌های آزاد اسلامی و دانشگاه شاهد در اطراف آرامگاه احداث گردیده‌اند.
- بیمارستان آرامگاه، در حال احداث است و تا سال ۱۳۸۷ بخش‌های عمده آن راه‌اندازی شده است.
- پارکینگ
- زائرسرا
- هتل ۵ ستاره
- فروشگاه‌های زنجیره‌ای
- شهربازی تهران
- شهرک سلامت
- شهر آفتاب

## زیارت‌نامه
زیارت‌نامه سید روح‌الله خمینی به زبان عربی برای سال‌ها در آرامگاه نصب و در برخی چاپ‌های مفاتیح‌الجنان نیز اضافه شده بود. برخی چنین عملی را بدعت به حساب می‌آورند ولی برخی دیگر  مانند عبدالله جوادی آملی معتقدند چون متن این زیارت‌نامه به معصومین منتسب‌نشده بدعت به‌شمار نمی‌آید. پس از بازسازی آرامگاه این زیارت نامه برداشته شد.

حرم امام خمینی از نمای بیرونی

## انتقاد از هزینه‌ها
در سال ۱۳۶۹ روزنامه نیویورک تایمز نوشت که برخی مقامات از برنامه‌ریزی ساخت آرامگاه با هزینه ۲ میلیارد دلار جهت احداث آرامگاه و مراکز فرهنگی و زیارتی کنار مقبره از جمله شهر آفتاب خبر داده‌اند.در سال ۱۳۹۴ روزنامه جمهوری اسلامی در مقاله‌ای به قلم مسیح مهاجری مدیر روزنامه از هزینه‌های انجام شده برای ساخت آرامگاه انتقاد و به نامه سید روح‌الله خمینی برای ساخت ساده مصلی تهران اشاره شده بود که گفته است: 
«ضمناً سادگی مصلی باید یادآور سادگی محل عبادت مسلمانان صدر اسلام باشد و شدیداً از زرق و برق ساختمان‌های مساجد اسلام آمریکائی جلوگیری شود. خداوند تمامی دست‌اندرکاران برپاکننده مساجد الله را تأیید فرماید.».
در این مقاله انتقادی با عنوان «فاصله حرم تا فرهنگ امام خمینی» آمده بود: «در مسیر رفت، به هتل، تالارها، پاساژها، فروشگاه‌ها، گلدسته‌ها، گنبدهای کوچک و بزرگ و سایر ساخت و سازهای پرزرق و برق که در مجموعه‌ای با عنوان حرم امام خمینی ساخته شده‌اند خیره شده بودم و بدون آن که ذره‌ای تردید کنم آن‌ها را وصله‌های ناچسبی برای حرم امام خمینی یافته بودم، اما هنگامی که آن تونل و آن فضای وسیع و پرهزینه زیرزمین را دیدم، غربتی وصف‌ناشدنی برای امام خمینی احساس کردم که تا آن روز، احساس نکرده بودم. در مسیر بازگشت، تا زمانی که به خانه رسیدم، نتوانستم خود را از سؤالی که با آن درگیر شده بودم رها کنم. فردای آن روز، آنچه دیده بودم را با یکی از دوستان مطرح کردم. او گفت طبقه بالای حرم را اگر دیده بودی چه می‌کردی؟ برای آن جا هزینه‌هایی کرده‌اند که نگو و نپرس!»
در مناظره بهمن ماه سال ۱۳۹۵ در دانشگاه علوم پزشکی اصفهان، سفیر اسبق ایران در ایتالیا، بودجه سالانه حرم را ۸۰ میلیارد تومان اعلام کرد.

## شهر آفتاب
در دوران شهرداری محمود احمدی‌نژاد و پافشاری وی برای انتقال نمایشگاه بین‌المللی تهران، با مصوبه شورای دوم شهر تهران در سال ۱۳۸۴، شهر جدیدی به مرکزیت آرامگاه سید روح‌الله خمینی ساخته و نمایشگاه بین‌المللی تهران بدان مکان منتقل خواهد شد. شهر آفتاب همچنین به عنوان شهری حوزوی و علمی دیده شده است که به‌طور مشترک توسط شهرداری تهران و مسؤلان آرامگاه سید روح‌الله خمینی تعیین خواهد شد. زمان ساخت شهر آفتاب دو سال و بودجه آن ۸۰۰ میلیارد تومان برآورد شده بود و قرار بود که تا سال ۱۳۸۶ به پایان برسد. در سال ۱۳۸۷ محمد عیدیان سرپرست شهرداری شهر آفتاب رسیدن به اهداف این شهر را به ۵ سال بعد موکول کرد.
در اواخر سال ۱۳۹۴ رئیس شورای شهر تهران ضمن اعلام آنکه تاکنون ۱۰۰۰ میلیارد تومان برای این مجموعه هزینه شده، وعده افتتاح آن را برای یک سال بعد داد. این وعده سرانجام عملی شد و در سال ۱۳۹۵ با برگزاری نمایشگاه بین‌المللی کتاب تهران، شهر آفتاب افتتاح شد. پس از آن تاریخ و به‌خصوص بعد از آب گرفتگی مجموعه حین برگزاری نمایشگاه، این مجموعه برای برگزاری نمایشگاه‌ها دیگر مورد استقبال قرار نگرفت تا آنکه در سال ۱۴۰۱ شهرداری با تغییر نام مجموعه به نمایشگاه بین‌المللی تهران شهرداری تلاش کرد که آن را دوباره رونق دهد.

## حمله‌های تروریستی

### ۱۳۸۸
بمب‌گذاری در آرامگاه روح‌الله خمینی، رخدادی تروریستی بود که در تاریخ ۳۰ خرداد ۱۳۸۸ روی داد. در این رویداد علاوه بر بمب‌گذار دست کم ۲ تن کشته و ۸ تن آسیب دیدند. در برخی رسانه‌ها از فردی بنام بیژن عباسی به عنوان عامل انتحاری نام برده شده‌است. ظاهراً هدف این تروریست ورود به درون آرامگاه بوده، ولی بازرسان درب ورودی شمالی، شخص بمب‌گذار را شناسایی می‌کنند. شخص بمب‌گذار نیز به سرعت خود را به کفشداری رسانده و منفجر می‌کند

### ۱۳۹۶
ساعت ۱۰٫۴۰ دقیقه صبح چهارشنبه ۱۷ خرداد ۱۳۹۶ سه فرد ضارب از ناحیه غربی حرم قصد ورود به صحن را داشتند. این افراد هر دو مواد انفجاری به خود وصل کرده بودند و به محض ورود به حرم، شروع به تیراندازی بی هدف کردند، در این حمله سه مأمور مجروح شدند و یک باغبان فضای سبز کشته شد. یکی از این افراد مواد همراه خود را در مقابل دروازه شبستان منفجر می‌کند و فرد دوم در حال فرار توسط پلیس هدف گلوله قرار گرفته و کشته می‌شود. مأموران موفق می‌شوند کمربند انفجاری این فرد را خنثی نمایند. بنا بر اعلان صدا و سیمای ایران این افراد عضو داعش بودند که هم‌زمان با حمله به مجلس شورای ایران، به حرم سید روح‌الله خمینی نیز حمله کرده‌اند. 

### هک دوربین‌های مراقبتی
ظهر پنج‌شنبه ۱۲ خرداد ۱۴۰۱ در سالگرد درگذشت سید روح‌الله خمینی، ۵۱۳۸ دوربین کنترلی و نظارتی از جمله دوربین‌های مراقبتی مجموعه آرامگاه خمینی و شهرداری تهران و سازمان بهشت زهرا مورد حمله سایبری سازمان مجاهدین خلق قرار گرفت و هک شد.